# デンマーク国教会
デンマーク国教会（-こっきょうかい、Danish National Church、Church of Denmark、Evangelical Lutheran Church of Denmark、デンマーク語:Den Danske Folkekirke、Folkekirken）はルター派に属するデンマークの国教会。同国で最大の規模を誇るキリスト教会でもある。国王（現在はマルグレーテ2世）が長を務め、教会省が管理を行い、デンマーク議会が最高立法機関となっている。2009年1月1日現在、デンマーク国民の81.5%以上が本国教会員である。ポーヴォ・コミュニオンにオブザーバー参加。

## 組織
大主教は置かれない。グリーンランドを含む11主教区（フェロー諸島は2007年7月29日まで12番目の主教区であった）から構成され、主教によって率いられる。その下に111管区と2,200教区が存在する。2,400名の牧師が在籍。

### 教区
各教区には教会員（任期4年）によって選ばれた地域評議会があり、教会の実務や牧師を含む職員の雇用についての決定を行う。牧師は礼拝など宗教的な問題を除いては地域評議会の決定に従うことになるが、評議会も牧師も主教に付随する。自分の居住する教区の牧師が気に入らなければ教区を移ることが可能。

### 教会員数
2009年1月公表の公式統計によると、デンマーク国民の81.5%が国教会員であるが、その割合はコペンハーゲン司教区の65%からヴィボー司教区の90%に至るまで、司教区により幅がある。近年では棄教や洗礼を受けさせる新生児が全体の73%に過ぎないことなどを主因として、国教会に属する国民の割合が漸減している。

### 条件
国教会で洗礼を受けた者は自動的に教会員となり、脱会や再入会は任意である。また他のキリスト教派で洗礼を受けた市民が国教会員になるには、国教会での洗礼が別途必要。複数の教会にまたがって所属することはできない。
破門・戒規は法的に可能だが悪魔崇拝を言明した場合を除くと極めて稀である。転生を支持する教会員も破門されたことがあるが、2005年に最高裁が破門を取り消している。

### 教会への出席
毎週教会へ赴く教会員は5%に満たないものの、2008年には結婚式の41%、葬儀の89%を国教会で行い、7、8歳児の71%が按手を受けているという報告がある。
2009年に行われた世論調査によると、国民の25%がキリストは神の子であると信じており、18%が救世主であると考えているという

## 教理
デンマーク国教会は以下の信条を奉じている。
- 使徒信条
- ニカイア信条
- アタナシオス信条
- アウクスブルク信仰告白
- ルター小教理問答書

この他1992年に旧約聖書及び新約聖書（いずれも改訂版）が、2003年には讃美歌集がそれぞれ国王により認可を受けた。
ニコライ・グルントヴィに端を発するリベラル派の流れとより厳格な敬虔主義または根本主義運動との間に顕著な相違が長らく存在するが、両者の関係は国教会を揺るがす問題を引き起こすこともある。